# Dod Ballapur
Dod Ballapur là một thị xã và là nơi đặt hội đồng thành phố của quận Bangalore Rural thuộc bang Karnataka, Ấn Độ.

## Nhân khẩu
Theo điều tra dân số năm 2001 của Ấn Độ, Dod Ballapur có dân số 71.509 người. Phái nam chiếm 52% tổng số dân và phái nữ chiếm 48%. Dod Ballapur có tỷ lệ 68% biết đọc biết viết, cao hơn tỷ lệ trung bình toàn quốc là 59,5%: tỷ lệ cho phái nam là 73%, và tỷ lệ cho phái nữ là 62%. Tại Dod Ballapur, 12% dân số nhỏ hơn 6 tuổi.